# Gamle Longyearbyen

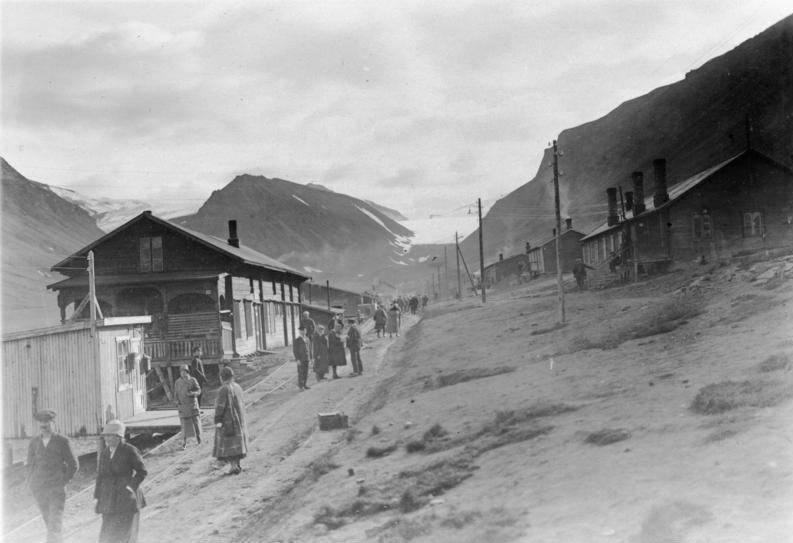
Gatan i Gamla Longyearbyen 1925, sedd söderifrån in mot Longyeardalen.

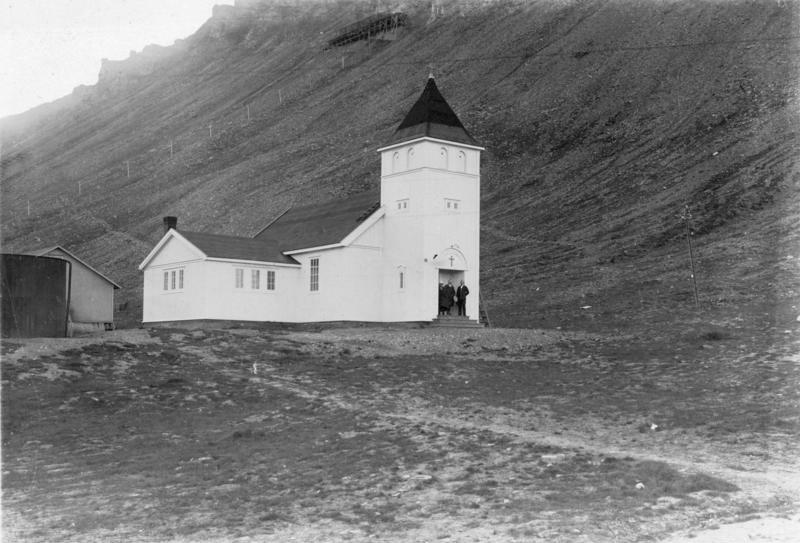
Gamla kyrkan, byggd 1921. I bakgrunden personlinbana upp till Gruve 1.

Gamle Longyearbyen eller Longyear City var den ursprungliga bosättningen i Longyearbyen i Svalbard. Gamle Longyearbyen låg på Longyeardalens nordvästsida, i nära anslutning till Arctic Coal Company:s gruva, som öppnades 1906, senare kallad Amerikanergruvan, eller Gruve 1.
Samhället grundades, och ägdes i form av en company town, av Arctic Coal Company. I första omgången, från den 10 juni 1906, byggdes tio hus, ordnades vattentillförsel och uppfördes början till den första kabelbanan för frakt av kol från gruvöppningen ner mot Adventfjorden. Syftet var att bygga en utlastningskaj samma sommar, men dåligt väder hindrade detta. En huvudort drevs 65 meter in i berget i en kolflöts, som var 1,30 meter tjock. Huvudarbetsstyrkan avreste med säsongens sista båtavfärd den 2 oktober, medan en grupp på 22 man övervintrade i det nya gruvsamhället. Bosättningen namngavs till Longyear City efter huvudägaren i det nybildade Boston-baserade Arctic Coal Company, John Munroe Longyear. 
Longyear City byggdes ut efter en rak linje från den planerade utlastningskajen i Sjøområdet med en rälsbana till barackerna rakt nedanför inslaget till gruvan på Platåbergets sluttning. Husen låg vid en huvudgata utmed bergssidan, vilken lutade något ner mot fjorden. Från gruvans inslag ovanför byn gick kabelbanan i en rät linje ned till kollagret ovanför kraftstationen och kajen.
Arbetarna bodde i fem baracker i fyrbäddsrum med plats för 64 man i varje byggnad. I samhället fanns också ett kontorshus och bostadshus för ingenjörer samt stall för hästar samt ett svinstall. År 1916, när gruva och samhälle köptes av Store Norske Spitsbergen Kulkompani A/S fanns det omkring 25 hus i samhället, som döptes om till Longyearbyen.
Store Norske Spitsbergen Kulkompani fortsatte att bygga upp Gamle Longyearbyen från 1916 och fram till den tyska ockupationen av Norge 1940 under andra världskriget. År 1916 utvidgades den första kraftstationen och uppfördes ett sjukhus. Åren 1918–1919 tillkom nya arbetarbaracker, ett mässhus och Store Norske Spetsbergen Kulkompanis stora kontorshus, chefsbostadshus samt familjebostäder för tjänstemän. Longyearbyen fick en kyrka 1921, posthus 1936 och skolhus 1937. 

## Hus i Gamle Longyearbyn i urval
- Chefsbostad (1918)
- Familjehus
- Arbetarbaracker
- Store Norske Spitsbergen Kulkompanis administrationsbyggnad (1918–1919)
- Butiksbyggnad, flyttad 1908 från Hotellneset, där det varit hotell
- Sjukhus (1916)
- Häststall
- Svinhus
- Radiotelegrafibyggnad
- Snickarverkstad
- Arbetarmässbyggnad (1918)
- Kyrka, med skollokal och bibliotek (1921)
- Ahlmannkåken, ett prefabricerat hus som stått vid Murchinsonfjorden som expeditionshus för Sveanor-forskningsexpeditionen under ledning av Hans W:son Ahlmann (flyttad till Longyearbyen 1931)
- Posthus (1936)
- Skolhus (1937)

## Andra världskriget
Longyearbyen sattes i brand av tyska marinen den 8 september 1943. Två byggnader överlevde i Gamle Longyearbyen: Ahlmannkåken och det gamla posthuset. Kyrkogården i närheten blev inte heller skadad.

## Efter andra världskriget
Longyearbyen återuppbyggdes på andra ställen, på den sydöstra sidan av Longyearälven, efter andra världskriget. Sverdrupbyen hade klarat sig, och nya arbetarbostäder uppfördes till att börja med i Nybyen, nära den nyöppnade Gruve 2. Bostäder för tjänstemän byggdes i Haugen, också på den nordöstra sidan av Longyearälven.
Svalbards nya kyrka byggdes dock i den tidigare Gamle Longyearbyen 1958.